# Munna spinifrons
Munna spinifrons là một loài chân đều trong họ Munnidae. Loài này được Menzies & Barnard miêu tả khoa học năm 1959.